# Agrilus snowi
Agrilus snowi är en skalbaggsart som beskrevs av Henry Clinton Fall 1905. Agrilus snowi ingår i släktet Agrilus och familjen praktbaggar. Inga underarter finns listade i Catalogue of Life.